# Bazyli (książę Neapolu)
Bazyli pierwszy książę Neapolu w latach 661-666. 
Urodzony w Neapolu żołnierz bizantyjski, mianowany przez cesarza Konstansa II jako dux Campaniae w 661.